# Kim Hwa-Sun
Kim Hwa-Sun, född den 12 april 1962, är en sydkoreansk basketspelare som var med och tog OS-silver 1984 i Los Angeles. Detta var Sydkoreas första medalj i de olympiska baskettävlingarna. Hon är 178 centimeter lång.